# Martinet à collier roux
Streptoprocne rutila
Espèce
Synonymes
- Hirundo rutila Vieillot, 1817
(protonyme)
- Cypseloides rutilus (Vieillot, 1817)

Répartition géographique
Statut de conservation UICN

 LC  : Préoccupation mineure
Le Martinet à collier roux (Streptoprocne rutila) est une espèce d'oiseaux de la famille des Apodidae.

## Répartition et sous-espèces
D'après la classification de référence (version 15.1, 2025) du Congrès ornithologique international il se répartit en trois sous-espèces (ordre phylogénique) :
- Streptoprocne rutila griseifrons (Nelson, 1900) — ouest du Mexique ;
- Streptoprocne rutila brunnitorques (Lafresnaye, 1844) — du sud du Mexique à la Bolivie;
- Streptoprocne rutila rutila (Vieillot, 1817) — nord du Venezuela et Trinité.